# Mastbruch-Elmaussicht
Die Elmaussicht oder auch Mastbruchsiedlung gehört wie die Lindenbergsiedlung zum Braunschweiger Stadtteil Lindenberg und dem Stadtbezirk 213 – Südstadt-Rautheim-Mascherode. Mastbruch ist die offizielle Bezeichnung für den Statistischen Bezirk mit der Nummer 51, in dem 380 Menschen leben.

## Geschichte
Das Siedlungsgebiet liegt nördlich der Bundesstraße 1 und der A 39. Der Name Mastbruch leitet sich von der früheren Nutzung dieser Fläche als Viehweide her. Das mit Wald und Büschen bestandene Gelände gehörte einst zum Kloster Riddagshausen.
Das Gelände der Elmaussicht gehörte früher zum Siechenholz von St. Leonhard. Der Mastbruch kam 1281 zu Riddagshausen. Nördlich der heutigen Siedlung lag die Wüstung Fritherikeroth, die in Rautheim aufgegangen ist. Die Siedlung soll nach Bornstedt um 800 entstanden sein und wird in der Weiheurkunde von St. Magni erwähnt. Die Siedlung umfasste etwa 180 Morgen Ackerland mit sandigen Lößböden, Wiesen, Weiden und etwa drei Gehöfte. Sie wurde Ende des 14. Jahrhunderts durch Zusammenballung wüst.
| \| \| |
| --- |
| Die Lage des Mastbruchs („Mastbroug“) auf einer historischen Landkarte der Stadt Braunschweig um 1714–1750 |
| Eisenbüttel · Historische Landkarte um 1714–1750                                                           |

Schon von 1550 bis 1620 bauten Töpfer vom Rennelberg hier Ton ab. 1887 wurde hier eine Ziegelei errichtet. Als diese 1918 geschlossen wurde, entstanden hier mehrere Kleingartenvereine und richteten sich Schrebergärten ein. Die Vereine nannten sich „Elmblick“, „Freie Aussicht“ und Gartenverein „Mastbruch“ am Brodweg. In den 1920er Jahren kamen einige Wohnhäuser an der Helmstedter Straße (B 1) hinzu. Zu Beginn der NS-Zeit wurden die Kleingartenvereine zwangsvereinigt. Während des Zweiten Weltkrieges dienten einige der Gartenhäuser als Notunterkünfte.
Nach dem Krieg, in dem auch hier einige Gebäude zerstört worden waren, kam es zu „Streitigkeiten“ wegen sogenannter „wilder Bebauung“. 1957 wurde die Bebauung des Gebiets dann genehmigt, um den Status als offizielle Siedlung kämpften die „Elmaussichtler“ jedoch vergebens. Am 31. Dezember 2005 hatte der statistische Bezirk 420 Einwohner.
Die Straßennamen wurden nach Orten aus dem Elm ausgewählt. Es wurden überwiegend Einfamilienhäuser errichtet.

## Infrastruktur
Die Siedlung gehört zur ev.-luth. Gemeinde im Lindenberg und zur katholischen Pfarrei St. Ägidien.

## Wappen
Das Wappen ist durch ein weißes Schriftbanner diagonal geteilt und zeigt in der oberen Hälfte den Braunschweiger Burglöwen auf einem Sockel als Umrisszeichnung im roten Feld und einen ebenso stilisierten Baum in einem grünen Feld.
Im Schriftbanner steht von unten nach oben in Großbuchstaben zunächst „Braunschweig“ und durch eine liegende Raute getrennt dahinter doppelreihig „Lindenberg“ und darunter „Elmaussicht“, da diese beiden Siedlungen sich das Wappen teilen.
Der Löwe steht für die Zugehörigkeit zur Stadt Braunschweig (mit den Farben Rot-Weiß) und der Baum für einen Teil des Namens der Lindenbergsiedlung und der Siedlung Mastbruch-Elmaussicht, die auf den nahegelegenen Höhenzug Elm hindeutet.